# Cartagia
El Emperador Cartagia es un personaje ficticio de la serie de ciencia ficción Babilonia 5 interpretado por Wortham Krimmer. Cartagia es un personaje psicótico y criminal que pareciera estar inspirado en el emperador romano Calígula. 

## Historia
Cartagia asumió el poder tras la muerte de su tío, el emperador centauri Turhan (quien era reconocido por su pacifismo y benevolencia) gracias al apoyo de Lord Refa y Londo Mollari. Originalmente un títere, Cartagia acumularía poder absoluto tras la muerte de Refa. Cartagia –quizás aún agradecido por la participación de Londo en la toma de poder- asciende a Londo de embajador a Ministro de Seguridad Interna y lo llama a Centauri Prime. Allí Londo descubre que es un maniático. 
Según el ministro y futuro regente Virini, Cartagia había hecho desaparecer a todos sus rivales en el Centaurum (el Senado Centauri), hecho cortar sus cabezas a las que les hablaba en un cuarto secreto. Cartagia también había apoyado la política militar expansionista que incluyó la guerra contra los narn y la eventual invasión genocida. Cartagia estaba aliado a las Sombras ya que quería convertirse en un dios y permitió a los exiliados Drakh refugiarse secretamente en Centauri Prime aún a riesgo de que los vorlon destruyeran su planeta.
Londo conspiró para asesinarlo haciendo que G’Kar provocara un caos en su presencia que lo alejó de sus guardaespaldas, tras lo cual Vir Cotto le inyectó veneno. 
Posterior a su muerte se menciona a Cartagia en la siguiente temporada cuando una sirvienta centauri le reconoce a Londo que Cartagia le encantaba tener sexo con ella usando sus vestidos; lo que indicaría que Cartagia era travesti. 
En uno de los cuentos basados en la serie llamados The Lost Tales; John Sheridan conoce al hijo de Cartagia –y quien accedería al trono tras Vir Cotto- Dius Vintari. El tecnomago Galen le asegura que Vintari atacaría la Tierra en el futuro y que debe matarlo. Sheridan se niega y prefiere darle al niño Vintari una lección de amabilidad y bondad permitiéndole cumplir su sueño de conducir una nave espacial.

## Similitudes entre Cartagia y Calígula
- Los nombres son similares; Calígula-Cartagia.
- Cartagia sufre de demencia, un mal atribuido por los historiadores a Calígula.
- Cartagia quería convertirse en un dios al igual que Calígula.
- Cartagia asesinaba a sus rivales políticos, principales los senadores centauri, al igual que Calígula fue acusado de asesinar muchos senadores romanos.
- Cartagia comenzó una carrera expansionista virulenta, particularmente en cuanto al conflicto con los narn. Calígula también inició varias campañas imperiales.
- Calígula fue acusado de sus excesos sexuales, Cartagia aparentemente abusaba de las sirvientas del palacio y le gustaba el travestismo.
- Calígula y Cartagia fueron ambos asesinados.
- Ambos suceden a su tío (Que, incidentalmente, comparten la inicial: Turhan y Tiberio).
- Ambos son sucedidos por un familiar mayor considerado débil mental (el Regente Virini y el Emperador Claudio)

- Datos: Q3796793